# Kirk Nurock
Kirk Nurock (* 28. Februar 1948 in Camden, New Jersey) ist ein US-amerikanischer Komponist und Jazzpianist.

## Leben und Wirken
Nurock wuchs in Trenton (New Jersey) auf. Im Alter von 16 Jahren erhielt er das erste von der Eastman School of Music vergebene Duke-Ellington-Stipendium, für das er von Ellington selbst ausgewählt wurde. Er studierte Komposition an der Juilliard School of Music Komposition bei Vincent Persichetti und Roger Sessions und daneben Jazzkomposition und Arrangement bei Johnny Richards, Rayburn Wright und Manny Albam.
Als junger Pianist trat Nurock mit Phil Woods, Sonny Stitt und Chet Baker auf. Sein erstes Album unter eigenem Namen spielte er 1976 mit dem Saxophonisten Arnie Lawrence ein. 
Nurocks Interesse an untrainierten Stimmen führte zur Gründung seines Natural Sound Workshops, aber auch zur Zusammenarbeit mit Jay Clayton. In den 1980er Jahren integrierte Nurock auch originale Tierlaute in seine Kompositionen. Zu diesen „Cross-Species-Kompositionen“ zählen Howl (1980), The Bronx Zoo Events (1981), Sonata for Piano and Dog (1983) und Expedition (1984). An seiner Reihe Instruments and Animals beteiligten sich u. a. Jane Ira Bloom, Ned Rothenberg und Robert Dick.
In den 1970er und 1980er Jahren komponierte Nurock Ballettmusiken in Zusammenarbeit mit den Choreographen Roland Petit, Anna Halprin, Daniel Nagrin, Louis Falco, Kathryn Posin und Judith Marcuse. Außerdem schrieb er Pop-Arrangements für Bette Midler, James Taylor, Judy Collins und die Musik für einen Film von Woody Allen. Weiterhin orchestrierte bzw. dirigierte er Broadwayproduktionen von Hair, Two Gentlemen of Verona, Salvation, Shelter, Madwoman of Central Park West und Three Musketeers.
Jay Claytons neuartigen Scatgesang veranlasste ihn zur Zusammenarbeit mit Theo Bleckmann und John DeRobertis. 1990 gründete er mit Bleckmann das Duo Theo & Kirk. Beide tourten durch die USA und Europa und nahmen zwei CDs auf: Theo & Kirk und Looking Glass River.
1993 wurde Nurock Professor für Jazzkomposition an der Hochschule der Künste in Berlin; vorübergehend war er auch als Professor für Popularmusik an der Hochschule für Musik „Hanns Eisler“ Berlin tätig. Während seines Europa-Aufenthaltes trat er als Pianist mit verschiedenen Jazzgruppen auf und arbeitete mit der Sängerin Judy Niemack, dem Gitarristen Jeanfrançois Prins und dem Vibraphonisten David Friedman zusammen.
Seit 1998 lebt und arbeitet Nurock wieder in New York, wo er an The New School lehrt. 2001 nahm er als Dirigent Bobby Prevites 23 Constellations of Joan Miró auf CD auf. 2002 führten der Brooklyn Youth Chorus und das Brooklyn Philharmonic Orchestra unter John Mauceri seine Komposition Will There Really Be a Morning? auf.

## Diskografie
- Kirk Nurock, 1976
- Natural Sound, WERGO 1981
- Theo Bleckman & Kirk Nurock Theo & Kirk, 1992
- Theo Bleckman & Kirk Nurock Looking Glass River, 1995
- Remembering Tree Friends, 1996–1997 (mit Harvie Swartz, Bobby Previte)
- Still at Sea, 1997–1999
- Bobby Previte: 23 Constellations of Joan Miró, 2001
- Jay Clayton  & Kirk Nurock: Unraveling Emily, 2017